# Loukianivska (métro de Kiev)
Loukianivska (ukrainien : Лук'янівська) est une station de la ligne Sirets'ko-Petchers'ka (M3) du métro de Kiev. Elle est située dans le raïon de Chevtchenko de la ville de Kiev en Ukraine.
Mise en service en 1996, elle est desservie par les rames de la ligne M3.  Le service est arrêté ou perturbé depuis l'invasion de l'Ukraine par la Russie en 2022.

## Situation sur le réseau
Établie en souterrain, la station Loukianivska, est une station de passage de la Ligne Sirets'ko-Petchers'ka (M3) du métro de Kiev. Elle est située entre la station Dorohojytchi, en direction du terminus ouest Syrets, et la station Zoloti vorota, en direction du terminus est, Tchervonyï khoutir.
Elle dispose d'un quai central encadré par les deux voies de la ligne.

## Histoire

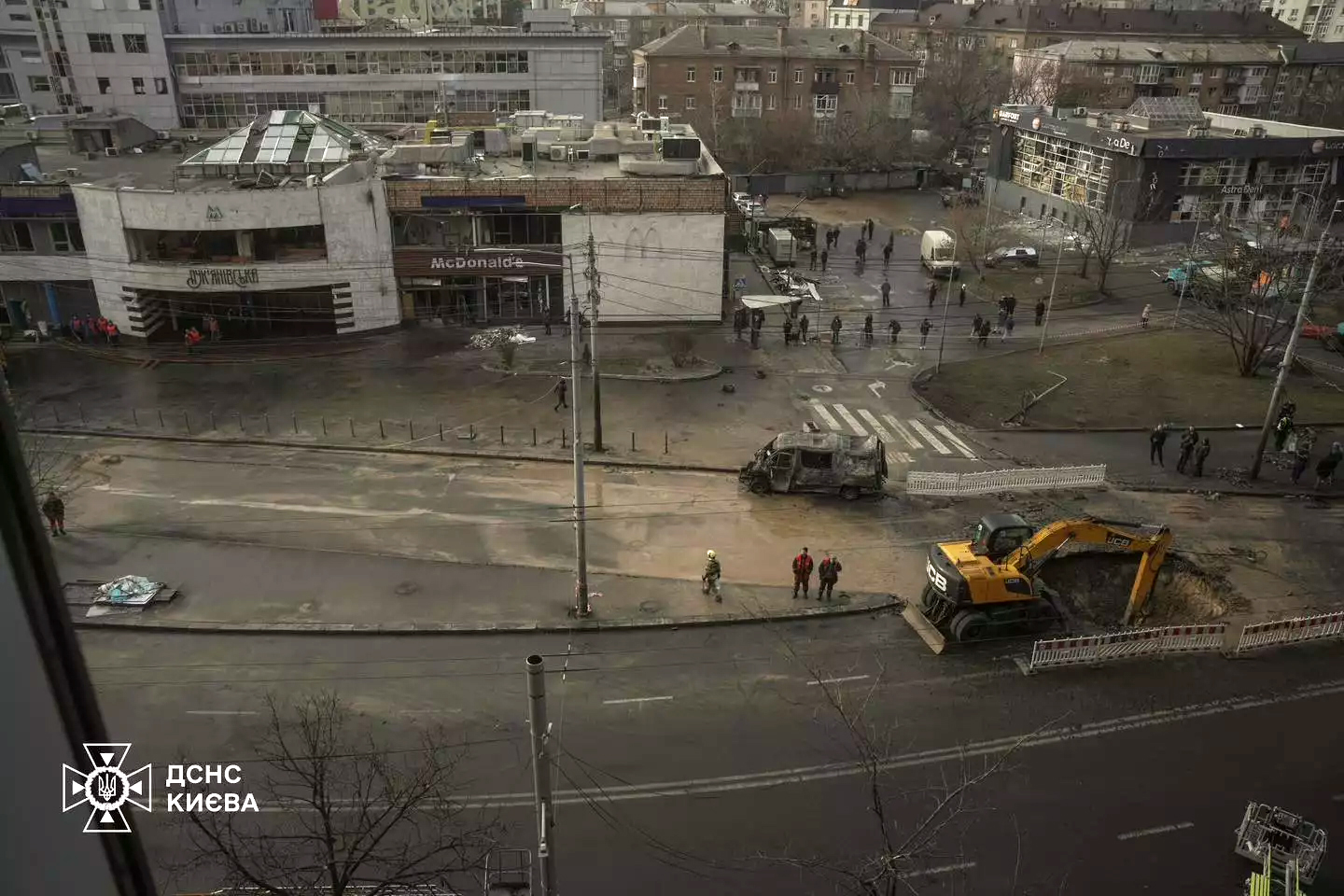
Puis la bouche métro est frappée le 18 janvier 2025.

La station Loukianivska est mise en service le 30 décembre 1996, lors de l'ouverture à l'exploitation de la section de Zoloti vorota à Louk'yanivs'ka. Elle est conçue par les architectes : N. Alyoshkin, V. Gneverev et T. Tselikovskaya.

La guerre et la station le 15 mars 2022
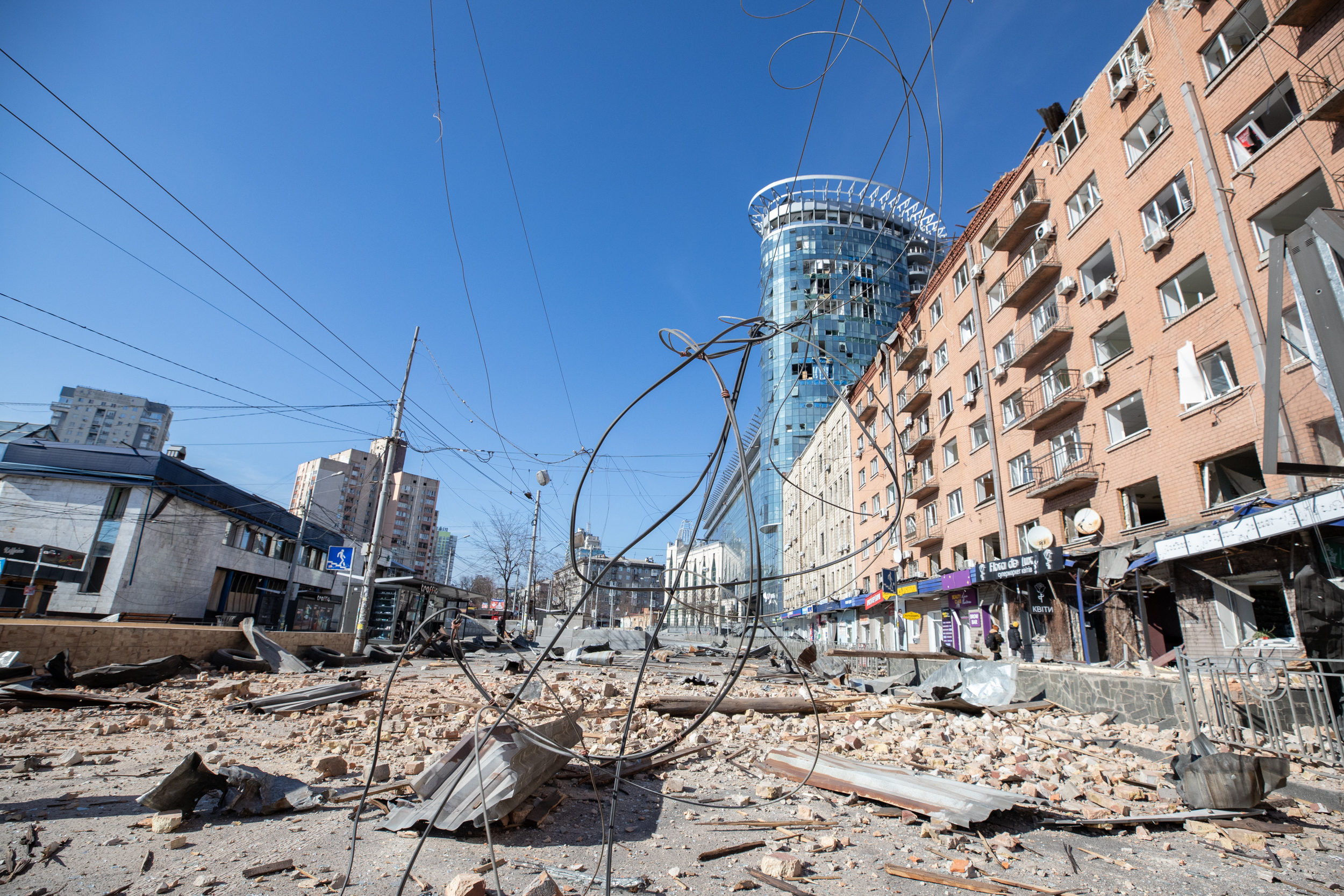
À proximité de la station.
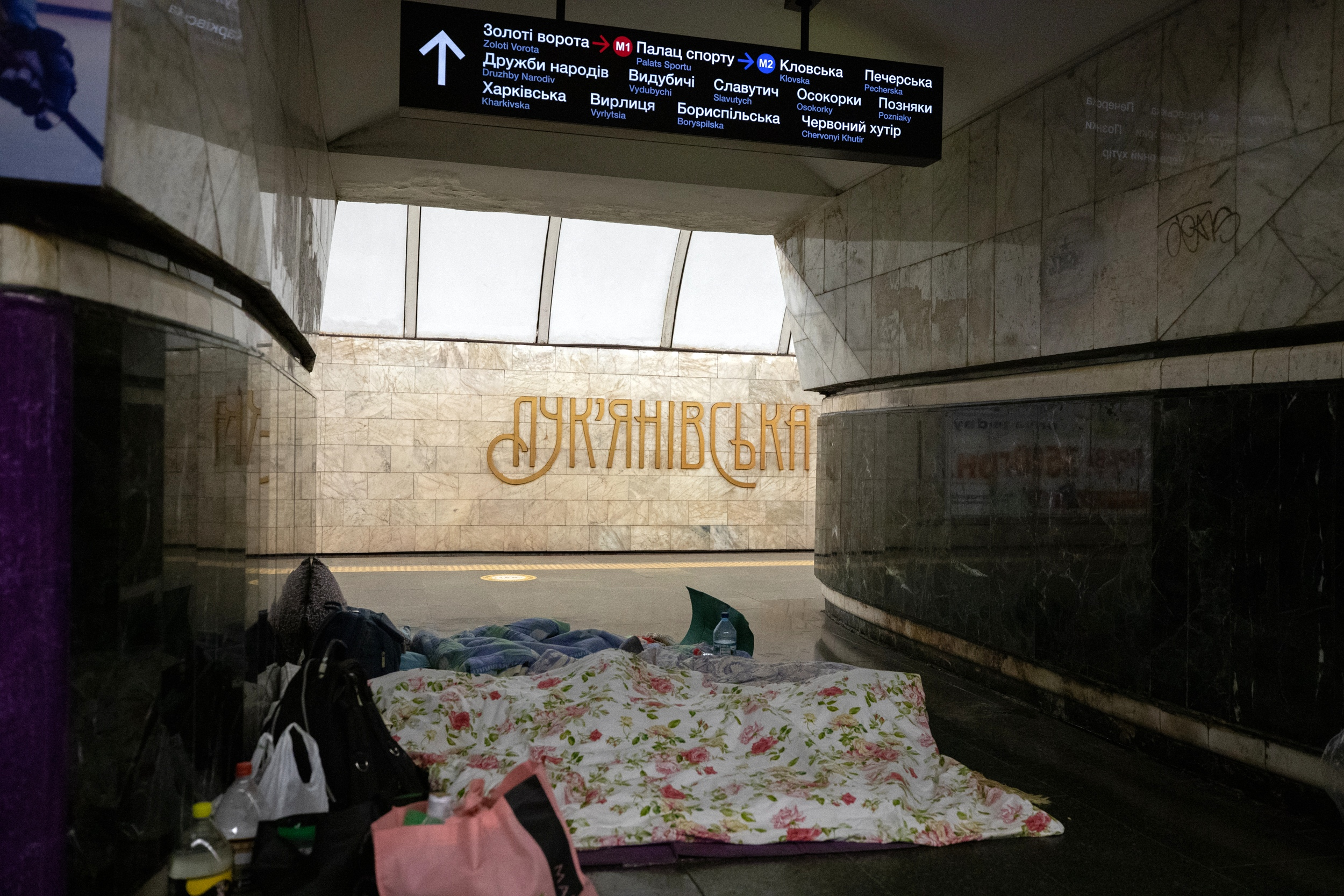
Dans la station.

## Services aux voyageurs

### Accès et accueil

Installations
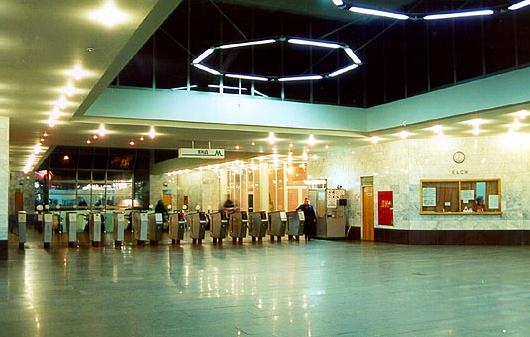
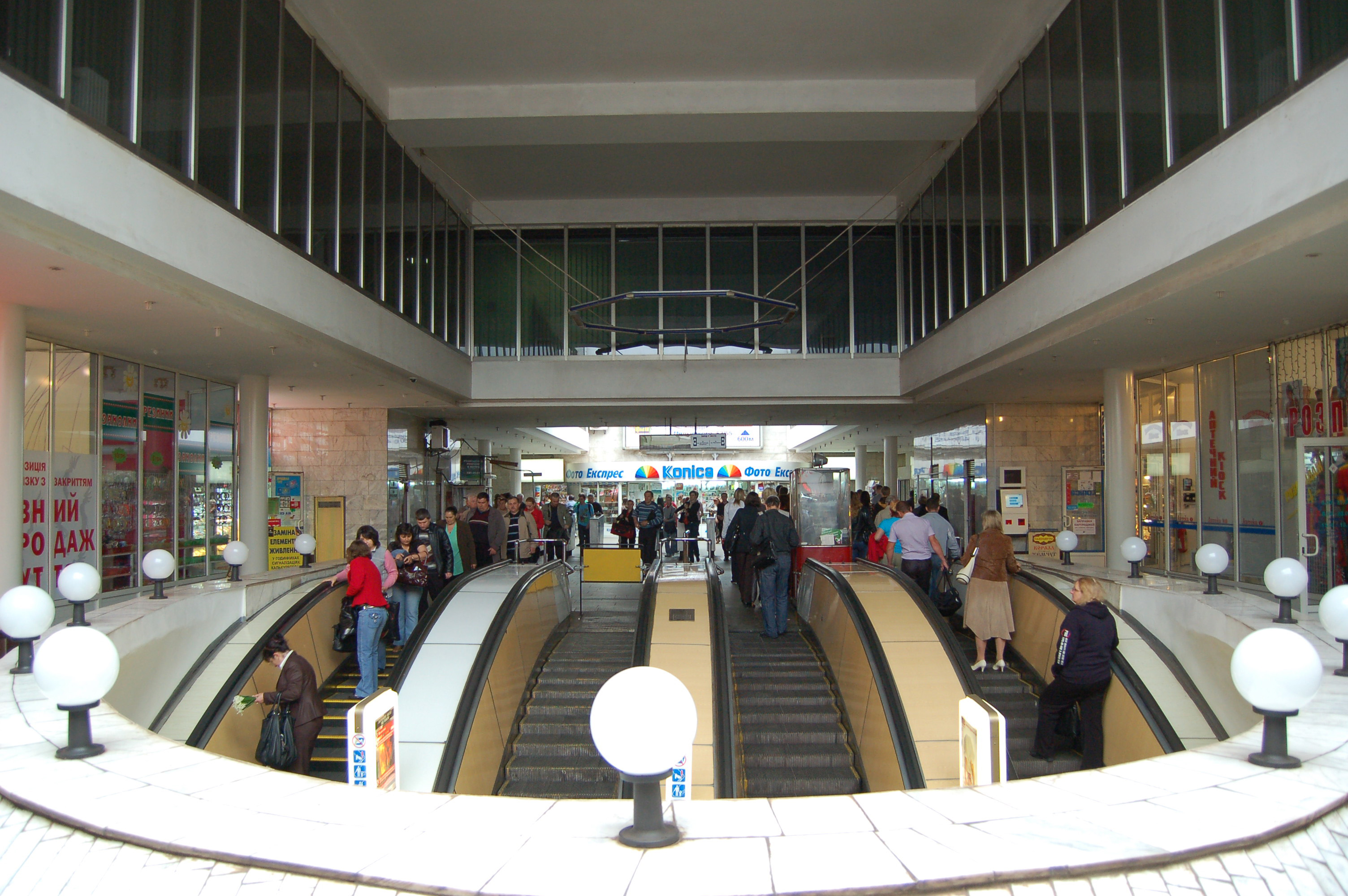
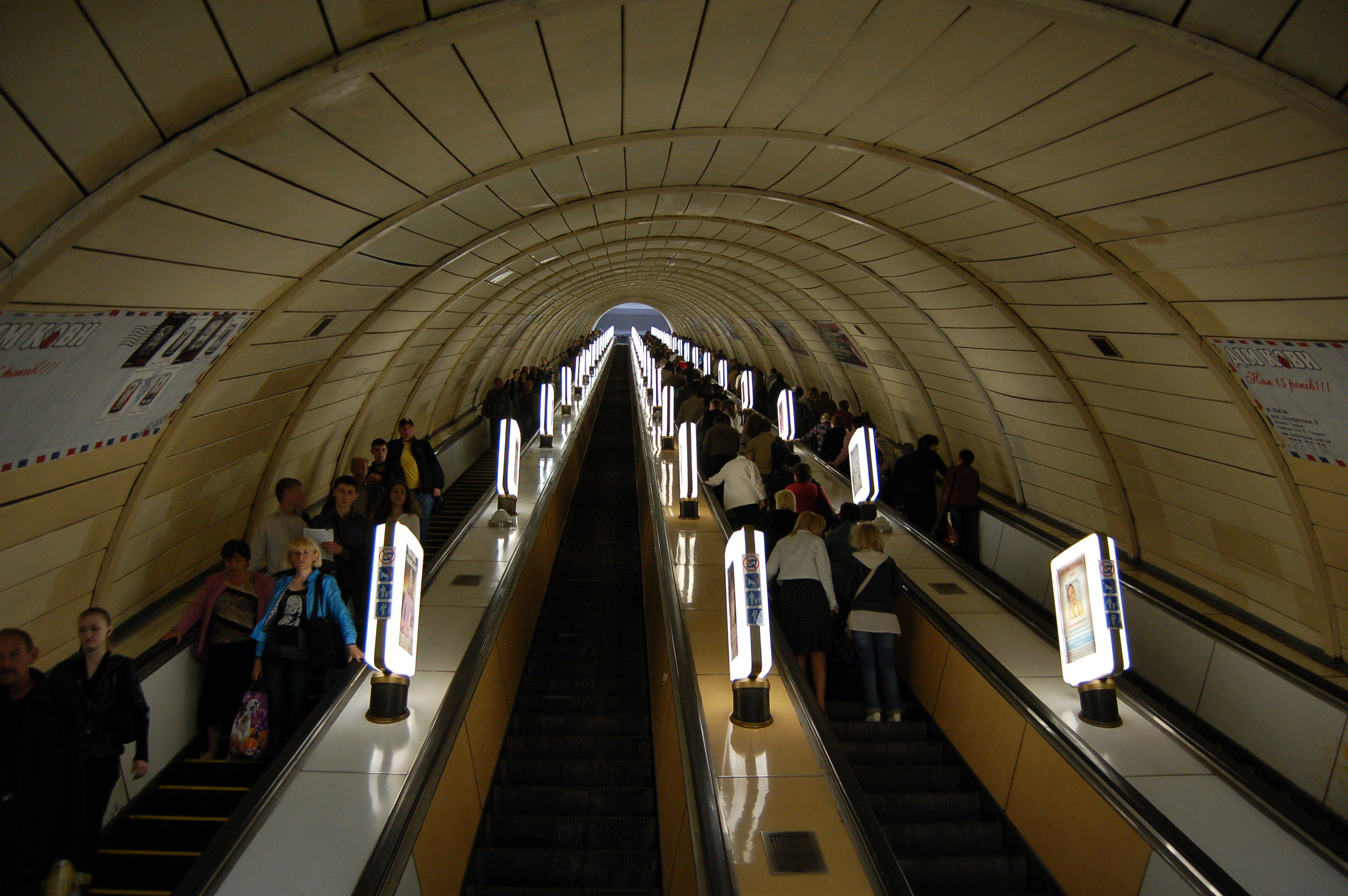

### Desserte
Loukianivska est desservie par les rames de la ligne M3.

Installations
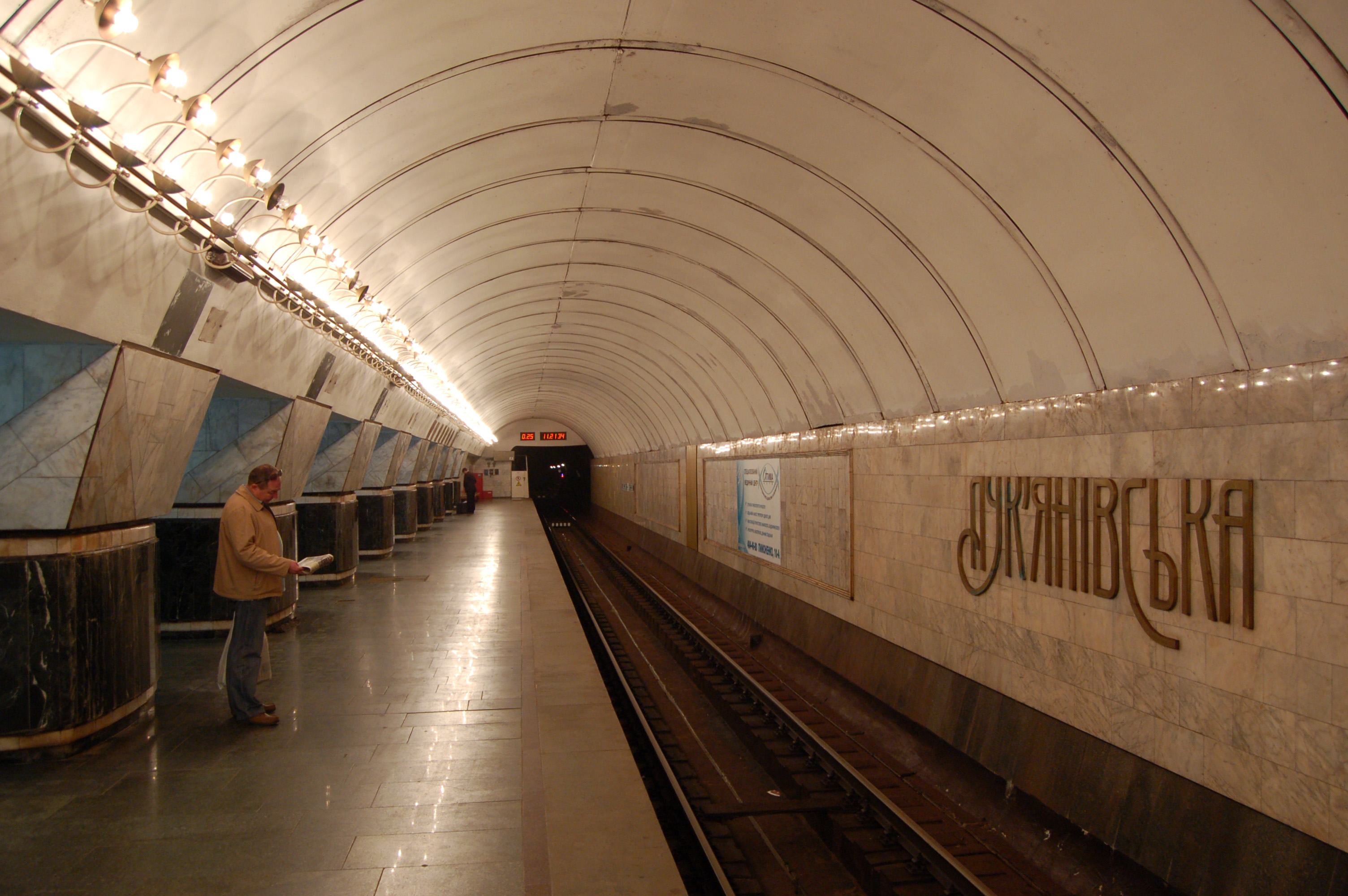
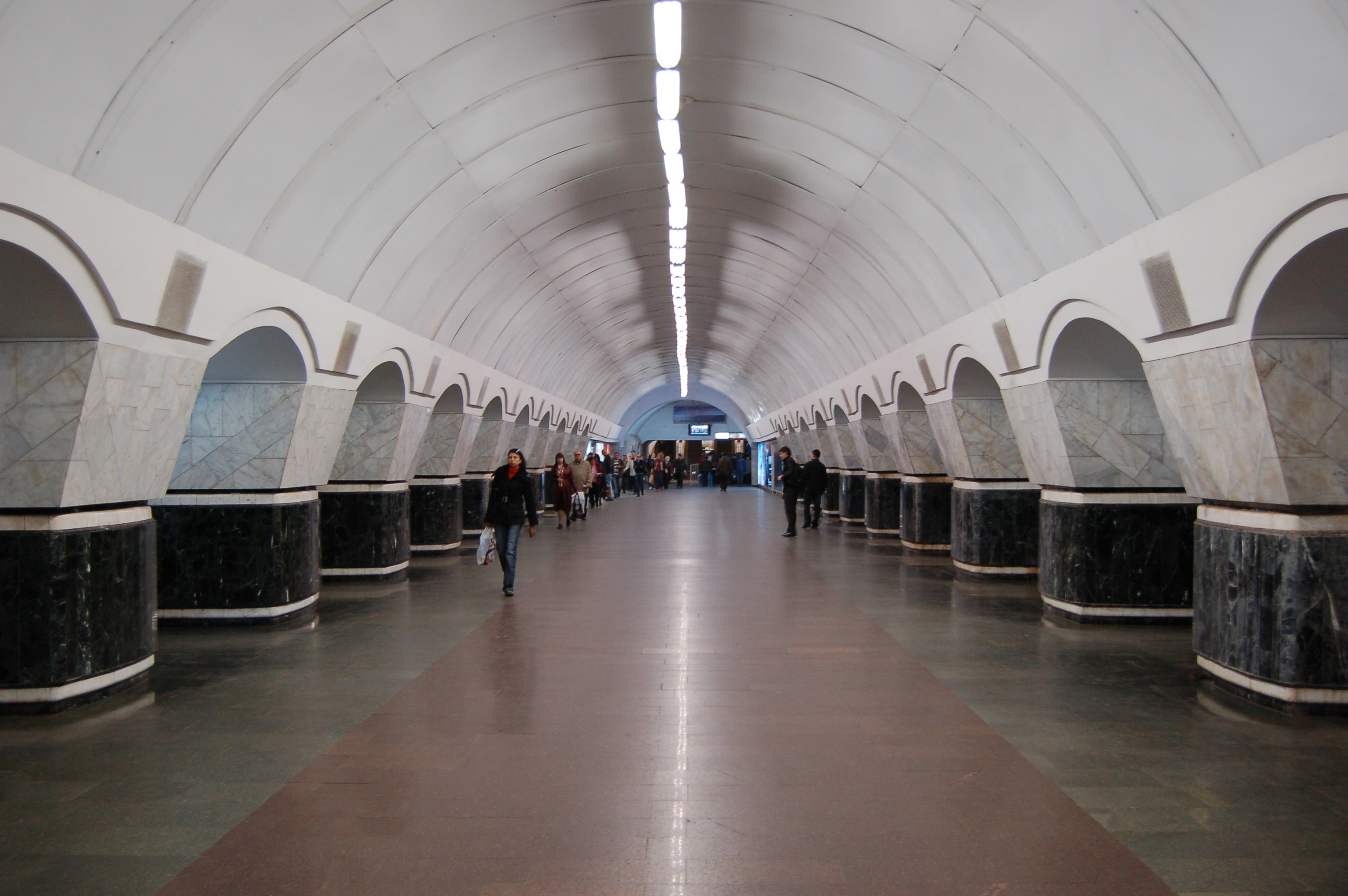
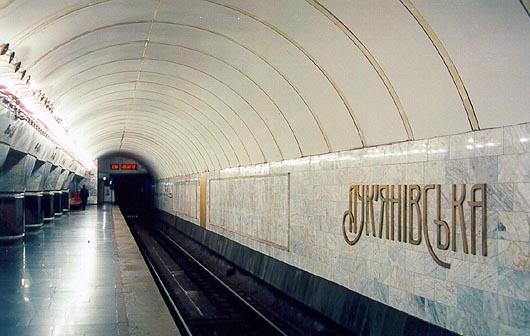